# Josef Kissel
Josef Kissel (* 2. März 1869 in Böblingen; † 31. Dezember 1942) war ein deutscher Verwaltungsjurist und Ministerialbeamter.

## Werdegang
Nach dem Studium der Rechtswissenschaft war Kissel ab 1903 im Kaiserlichen Aufsichtsamt für Privatversicherung tätig. Von dort wechselte er während des Ersten Weltkrieges mit Jahresbeginn 1918 in das Reichswirtschaftsamt, aus dem 1919 in der Weimarer Republik das Reichswirtschaftsministerium hervorging. Dort stieg er zum Regierungsrat auf, ehe er zu Jahresbeginn 1928 den aus Altersgründen ausgeschiedenen Robert Scharmer an der Spitze des Reichsaufsichtsamtes für Privatversicherung beerbte.
Seine bis 1934 dauernde Amtszeit an der Spitze der Versicherungsaufsichtsbehörde war insbesondere durch den FAVAG-Skandal überschattet, bei dem die Frankfurter Allgemeine Versicherung im Sommer 1929 als seinerzeit zweitgrößte Versicherungsgruppe Deutschlands insbesondere aufgrund von versicherungsfremden Geschäften zusammenbrach und nur durch die Übernahme durch das kurz vorher entstandene Fusionsunternehmen Allianz und Stuttgarter Verein die Versicherungsverhältnisse gerettet werden konnten. In der Folge war er maßgeblich an der Weiterentwicklung des Gesetzes über die privaten Versicherungsunternehmungen involviert, das mit Verabschiedung im März 1931 maßgeblich novelliert wurde und die Rolle der Aufsichtsbehörde im Rahmen einer materiellen Staatsaufsicht stärkte, dabei übernahm die Behörde auch die Aufsicht über die Bausparkassen. 
Nach dem altersbedingten Ausscheiden 1934 übernahm Rudolf Widmann die Leitung der Behörde. Im Dezember 1942 starb Kissel im Alter von 73 Jahren. 